# Lorry-lès-Metz
Lorry-lès-Metz là một xã trong vùng hành chính Lothringen, thuộc tỉnh Moselle, quận Metz-Campagne, tổng Woippy. Tọa độ địa lý của xã là 49° 08' vĩ độ bắc, 06° 07' kinh độ đông. Lorry-lès-Metz nằm trên độ cao trung bình là 240 mét trên mực nước biển, có điểm thấp nhất là 189 mét và điểm cao nhất là 357 mét. Xã có diện tích 6,09 km², dân số vào thời điểm 1999 là 1433 người; mật độ dân số là 235 người/km².

## Thông tin nhân khẩu
| 1962 | 1968 | 1975  | 1982  | 1990  | 1999  | 2007  |
| ---- | ---- | ----- | ----- | ----- | ----- | ----- |
| 799  | 952  | 1 224 | 1 369 | 1 365 | 1 433 | 1 519 |